# Попудинске Мочидљани
Попудинске Мочидљани (слч. Popudinské Močidľany) насељено је мјесто са административним статусом сеоске општине (слч. obec) у округу Скалица, у Трнавском крају, Словачка Република.

## Становништво
| Година:    | 1994. | 2004.   | 2014.   | 2024.   |
| ---------- | ----- | ------- | ------- | ------- |
| Број људи: | 829   | 908     | 921     | 990     |
| Разлика:   |       | +9,52 % | +1,43 % | +7,49 % |

| Година:    | 2023. | 2024.   |
| ---------- | ----- | ------- |
| Број људи: | 979   | 990     |
| Разлика:   |       | +1,12 % |

Према подацима о броју становника из 2024. године насеље је имало 990 становника.